# Деревня станции Кабаково
Деревня станции Кабаково (баш. Ҡабак станцияһы) — деревня в Кармаскалинском районе Республики Башкортостан Российской Федерации. Входит в состав Кабаковского сельсовета.

## География

### Географическое положение
Расстояние до:
- районного центра (Кармаскалы): 19 км,
- центра сельсовета (Кабаково): 8 км.

## Население
| 2002 | 2009 | 2010 |
| ---- | ---- | ---- |
| 193  | ↘108 | ↘105 |

Национальный состав
Согласно переписи 2002 года, преобладающие национальности — русские (30 %), чуваши (32 %), башкиры (28 %).